# Ted (compagnie aérienne)
Pour les articles homonymes, voir Ted.

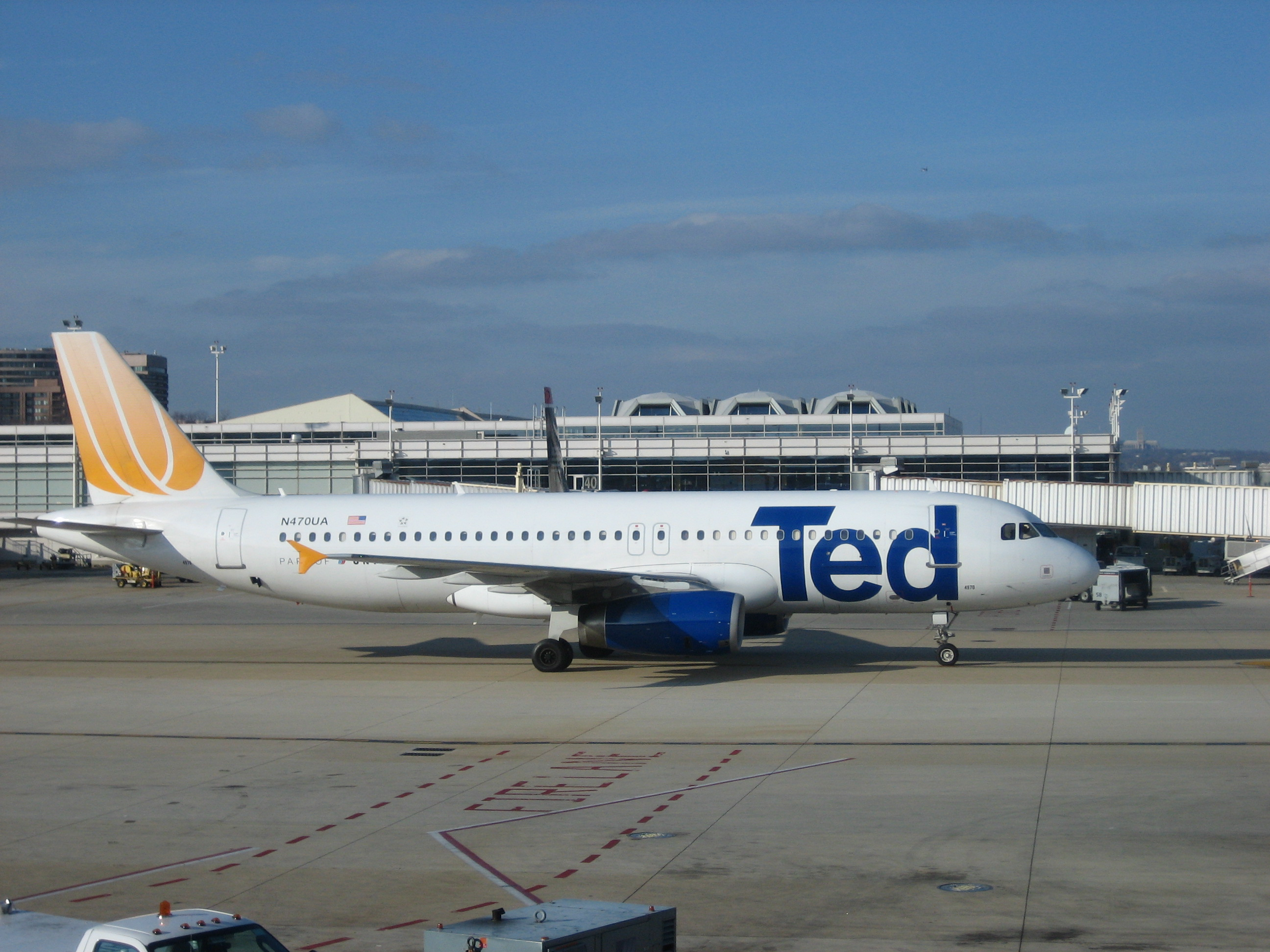
Un Airbus A320 de Ted à l'aéroport national Ronald Reagan en 2005

Ted était une compagnie aérienne à bas prix américaine, filiale d'United Airlines. Elle fut fondée en 2003, commença ses opérations en 2004 et finalement réintégra United Airlines en 2009[réf. nécessaire].